# Grazac, Haute-Loire
Grazac är en kommun i departementet Haute-Loire i regionen Auvergne-Rhône-Alpes i centrala Frankrike. Kommunen ligger i kantonen Yssingeaux som tillhör arrondissementet Yssingeaux. År 2022 hade Grazac 1 126 invånare.

## Befolkningsutveckling
Antalet invånare i kommunen Grazac
| Referens: INSEE |